# Gajec
Gajec (1981-ig Gajci) település Horvátországban, Zágráb főváros Szeszvete városnegyedében. Közigazgatásilag a fővároshoz tartozik.

## Fekvése
Zágráb városközpontjától légvonalban 14, közúton 25 km-re északkeletre, a Medvednica-hegység keleti részének déli lejtőin, a Kašina és Blaguša-patakok összefolyásánál, a Máriabesztercére menő főút mentén fekszik.

## Története
A település a 18. század végén, vagy a 19. század elején keletkezett. A második katonai felmérés térképén „Gajci” néven található. Lipszky János 1808-ban Budán kiadott repertóriumában „Gajczy” néven szerepel. A településnek 1857-ben 110, 1910-ben 178 lakosa volt. Zágráb vármegye Zágrábi járásához tartozott. 1941 és 1945 között a Független Horvát Állam része volt, majd a szocialista Jugoszlávia fennhatósága alá került. 1991-től a független Horvátország része. 1991-ben lakosságának 96%-a horvát nemzetiségű volt. A településnek 2011-ben 311 lakosa volt.

## Népessége
| Lakosság változása | Lakosság változása | Lakosság változása | Lakosság változása | Lakosság változása | Lakosság változása | Lakosság változása | Lakosság változása | Lakosság változása | Lakosság változása | Lakosság változása | Lakosság változása | Lakosság változása | Lakosság változása | Lakosság változása | Lakosság változása |
| ------------------ | ------------------ | ------------------ | ------------------ | ------------------ | ------------------ | ------------------ | ------------------ | ------------------ | ------------------ | ------------------ | ------------------ | ------------------ | ------------------ | ------------------ | ------------------ |
| 1857               | 1869               | 1880               | 1890               | 1900               | 1910               | 1921               | 1931               | 1948               | 1953               | 1961               | 1971               | 1981               | 1991               | 2001               | 2011               |
| 110                | 128                | 157                | 150                | 153                | 178                | 181                | 186                | 207                | 207                | 211                | 200                | 214                | 256                | 278                | 311                |

## Nevezetességei
Boldog Alojzije Stepinac tiszteletére szentelt római katolikus kápolnája jó állapotú, új épület. Ivan Kujundžić színes üvegablakai díszítik. 2002-ig a kašinai plébániához tartozott, ma a soblineci plébánia filiája.